# 코메르츠방크
코메르츠방크 AG(영어: Commerzbank AG)는 독일의 기업이다. 프랑크푸르트 코메르츠방크 타워(Commerzbank Tower)에 본사를 둔 독일의 글로벌 유니버설 은행이다. 이 은행은 1870년 함부르크에서 설립되었으며 현재 독일 최대 신용 기관 중 하나로, 2022년 9월 말 기준 총 자산이 5,340억 유로에 달한다. 15% 이상의 소유권을 보유한 독일 정부가 은행의 최대 주주이다.
2018년 현재 코메르츠방크는 전 세계 50개국 이상에 진출해 있으며 독일 무역 금융의 거의 3분의 1을 제공했다. 2017년에는 독일에서 1,300만 명의 고객과 중부 및 동부 유럽에서 500만 명의 고객에게 서비스를 제공했다.